# Bürgermedaille der Stadt Nürnberg
Die Bürgermedaille der Stadt Nürnberg wird für besondere Verdienste um Nürnberg verliehen. Vom Oberbürgermeister, den Stadtratsfraktionen oder Körperschaften des öffentlichen Rechts vorgeschlagene Personen können nach Gutachten des Ältestenrats und Stadtratsbeschluss mit der Bürgermedaille ausgezeichnet werden. Die Medaille wird in feierlicher Form in einer Stadtratssitzung verliehen.
Die Bürgermedaille ist aus Gold. Auf der Vorderseite ist das Nürnberger Stadtwappen zu sehen, auf der Rückseite stehen die Worte „Für hervorragende Verdienste“ und der Name des Ausgezeichneten.
Auf Initiative des damaligen Oberbürgermeisters Andreas Urschlechter wird die Bürgermedaille seit 1960 verliehen. Bis 2019 sind 179 Personen ausgezeichnet worden.
→ Liste der Träger der Bürgermedaille der Stadt Nürnberg